# پل ماخرهه
پل ماخرهه در آمستردام Magere Brug یکی از مکان‌هایی است که توریستهایی که به آمستردام سفر می‌کنند، دوست دارند که از آن بازدید کنند. البته به همه توریستها اغلب پیشنهاد می‌شود که این پل را در شب بازدید کنند زیرا منظره زیباتری دارد۰
پل ماخرهه در مرکز آمستردام در هلند قرار دارد و این پل بر روی رودخانه آمستل Amstel واقع شده‌است۰ این پل کناره‌های رودخانه آمستل واقع در کرک استرات Kerkstraat  که مابین کانال   Keizersgracht و کانال  Prinsengracht  قرار گرفته‌است را به هم متصل می‌کند.
قسمت وسط پل ماخرهه از یک پل متحرک چوبی به رنگ سفید درست شده‌است۰ پل کنونی در سال ۱۹۳۴ ساخته شده‌است.
اولین پل ساخته شده در این قسمت که به پل کرک استرات Kerkstraatbrug شهرت داشت در سال ۱۶۹۱ ساخته شد که  این پل دارای ۱۳ قوس بود و از آنجایی که پل بسیار باریکی بود مردم آنجا آن را پل ماخرهه
Magere Brug نامیدنند۰ ( ماخرهه بروخ یعنی پل لاغر)
در سال ۱۸۷۱ ساختار پل در و ضعیت بسیار نامناسبی قرار گرفته بود که در نتیجه پل مذکور را متلاشی نمودنند و به جای آن یک پل چوبی با ۹ قوس در آنجا بنا کردنند.
پنجاه سال بعد باز بر اثر مرور زمان نیاز به تعویض پل بود۰
در آنزمان آرشیتکتی به نام Piet Kramer  طرح‌های متعددی از پل‌های سنگی و فلزی برای ساخت یک پل جدید در این مکان ارائه داد اما شورای شهر تصمیم گرفت که پل را با پلی جدید که دقیقا شکل همان پل قدیمی باشد ولی کمی بزرگتر تعویض نماید۰
در سال ۱۹۳۴ پل مجدا منهدم و پلی جدید به جای آن بنا گشت۰ آخرین بازسازی نهایی این پل در سال ۱۹۶۹ صورت گرفت۰ بدین گونه که تا سال ۱۹۹۴ بالا رفتن پل با دست انجام میشد ولی هماکنون بالا رفتن پل به صورت اتوماتیک صورت میگیرد۰
از سال ۲۰۰۳ استفاده از این پل محدود به گذر افراد پیاده و دوچرخه سواران گشت ۰هر چند که باز شدن پل و بالا رفتن قسمت وسطی آن چندین بار در طول روز انجام می‌گیرد و این به واسطه عبور قایق‌های توریستها می‌باشد که گذرشان از زیر پل است .
پل مذکور با ۱۲۰۰ لامپ آراسته شده‌است که در غروب هر روز روشن میگردد و منظره زیبایی را به وجود میاورد۰
روایتی که برای توریستها در مورد این پل گفته می‌شود چنین است که این پل توسط دو خواهر متمول و ثروتمند ساخته شده‌است که این دو خواهر در دو طرف متضاد این رودخانه سکنا داشته‌اند و از آنجا که آن‌ها هر روز میخواستند به دیدار هم بروند و از آنجایی که از سلامتی کامل برخوردار نبودنند که بتوانند مسافت زیادی را طی کنند تا به آن طرف پل برسند تصمیم گرفتند که این پل را بنا کنند. و در گونه دیگری از همین روایت نیز گفته شده‌است که نام فامیل این دو خواهر "ماخرهه" یعنی لاغر بوده‌است و به همین علت این پل را به این نام خوانده اند۰ بعضی هم به این روایت افزوده‌اند که از آنجا که آنطوره‌ها هم این دو خواهر ثروتمند نبوده‌اند چنین پل باریکی را بنا کرده‌اند که ساختش هزینه کمتری بردارد!!؟؟

از آنجاییکه شب‌ها منظره این پل بسیار زیباست به نوعی این پل خلوتگاه عشاق نیز می‌باشد و چه بسا صدها بار بر روی این پل پسرکی با حلقه ازدواج از دختری خواستگاری کرده باشد۰آمستردامی‌ها گاهی به شوخی به
بچه هایشان می‌گویند که هیچوقت دختری را بر روی این پل نبوسند زیرا بوسیدن همان و بدنبال آن سر گرفتن ازدواج نیز همان... آن‌ها معتقدنند عشاقی که در روی این پل همدیگر را بوسیده‌اند همگی ازدواج کرده اند۰

آدرس:
Prinsengracht 1015
Amsterdam